# Nathaniel Brander
Nathaniel Brander (Petersburg, Virginia 1796 of 1799 - † onbekend) was een Liberiaans politicus. Hij was van 3 januari 1848 tot 7 januari 1850 de eerste vicepresident van het land.

## Biografie
Hij werd geboren in Petersburg, Virginia in de Verenigde Staten van Amerika. Hij arriveerde op 9 maart 1820 met het schip Elizabeth in Sierra Leone, waar hij in dienst van de American Colonization Society (ACS) trad. Van 1834 tot 1835 was hij plaatsvervangend agent van de ACS in het Gemenebest van Liberia. Daarna bekleedde hij diverse bestuursfuncties binnen het koloniaal bestuur van Liberia. In 1839 trad hij in het huwelijk met de weduwe van Colston Waring, Mrs. Harriet Waring (geb. Graves). De dochter van Harriet Waring, Jane Rose Waring (c. 1819-1914), die sinds 1836 getrouwd was met Joseph Jenkins Roberts (1809-1876), de eerste president van Liberia. Door zijn huwelijk met de weduwe Waring werden de betrekkingen tussen Brander en de koopmanselite van Monrovia verder bestendigd.
In 1843 werd Brander tot rechter gekozen in het hooggerechtshof. In 1847 werd Brander tot eerste vicepresident van Liberia gekozen. Roberts werd tot eerste president van Liberia gekozen. Op 3 januari 1848 vond de inauguratie van Roberts en Brander als president en vicepresident plaats in Monrovia. In aanloop naar de verkiezingen van 1849 stelden minister van Buitenlandse Zaken Daniel Bashiel Warner en koloniaal agent Anthony D. Williams zich naast Brander kandidaat voor het vicepresidentschap. Geen van de kandidaten kreeg een vereiste meerderheid waarna het Huis van Afgevaardigden Williams tot nieuwe vicepresident koos.